# Rallisport Challenge 2
Rallisport Challenge 2 (Eigenschreibweise: RalliSport Challenge 2) ist ein Rennspiel der Microsoft Game Studios. Der Nachfolger von Rallisport Challenge wurde von DICE entwickelt und erschien am 21. Mai 2004 exklusiv für die Xbox.

## Spielprinzip
Das Spielprinzip vom Vorgänger, Rallisport Challenge aus dem Jahr 2002, wurde beibehalten und durch einige kleine Neuerungen ergänzt. Dem Spieler stehen nun 41 Fahrzeuge und 93 unterschiedliche Strecken zur Auswahl. Neben den Standard-Fahrzeugen wie dem Volkswagen Beetle sind auch viele neue Fahrzeuge (u. a. der Ford GT70) vorhanden. Jedes dieser Wagen besitzt zu Beginn nur eine Lackierung. Die nächsten drei Lackierungen können durch die Anzahl der gefahrenen Kilometer freigeschaltet werden. Der Karriere-Modus wurde erweitert und gliedert sich nun in die folgenden Unterklassen auf: Amateur, Profi, Champion und Superrally. Je nach Klasse, steigt das fahrerische Niveau, dass von dem Spieler verlangt wird. In der letzten Klasse, Superrally, muss der Spieler ohne die Continue-Funktion auskommen.

## Technik
Die Entwickler DICE verwenden für das Spiel eine neu entwickelte Grafikengine. Die Grafikengine sorgt durch die verbesserten Wetter- und Lichteffekte für eine dichte und glaubwürdige Atmosphäre. Die Schattenwürfe der jeweiligen Fahrzeuge und Objekte wirken realistisch und die asphaltierten Straßen sind mit Bump Mapping versehen.
Der Multiplayer-Modus von Rallisport Challenge 2 wurde sinnvoll erweitert. Der Spieler kann nun per Xbox Live gegen 16 weitere Spieler antreten. Dieser Modus bietet jedoch auch einen Nachteil: Die Rennen mit den anderen Spielern finden immer nur hintereinander statt. Der Spieler kann sich über den Xbox-Live-Menüpunkt vier neue Fahrzeuge (Volvo Amazon, Saab 96, BMW X5, VW Touareg), neue Lackierungen für alle Fahrzeuge und zwei neue Spielemodi (Careers-Mountain Challenge, Arena Challenge) herunterladen. Im März 2004 gab der Publisher Microsoft bekannt, dass dies der letzte XSN-Titel sei.

## Spielmodi
- Zeitfahren: In diesem Modus kann der Spieler seine eigenen Bestzeiten noch verbessern oder gegen andere Spieler per Xbox Live antreten.
- Einzelrennen: Hier muss man gegen bis zu drei computergesteuerte Gegner antreten.
- Karriere: Dies ist der Hauptbestandteil der Rallisport-Challenge-Reihe. Der Spieler muss sich durch eine Reihe von Rennen und Veranstaltungen arbeiten, um neue Veranstaltungen freizuschalten und somit die jeweilige Veranstaltungsklasse gewinnen. Hierbei kann man durch erfolgreiche Siege, eine bestimmte Anzahl an neue Fahrzeugen/Strecken freischalten. Sobald der Spieler alle Veranstaltungsklassen erfolgreich absolviert hat, erhält man für jedes Fahrzeug alle Lackierungen.
- Multiplayer: Im Multiplayer-Modus kann man per Split-Screen, System Link oder Xbox Live gegen weitere Spieler/Freunde antreten.

## Rezeption
Laut dem Wertungsaggregator Metacritic erhielt Rallisport Challenge 2 überwiegend positive Kritiken. Einem Test von IGN zufolge mache das Spiel alles, was der Vorgänger gut gemacht hat noch besser. So biete das Spiel mehr Fahrzeuge, mehr Rennstrecken und einen Onlinemodus. Obwohl Rallisport Challenge 2 ein großartiger Arcade-Racer sei, wäre noch Verbesserungspotential beim Karrieremodus möglich gewesen. Laut dem Test von 4Players ist der Karrieremodus etwas zu leicht geraten und Gittermodelle ohne Schaden trüben im Mehrspielermodus etwas den Spielspaß. Das Spiel sei aber dennoch ein Ausnahmeprodukt, mit einer Grafik die zu den besten unter Rennspielen der damaligen Zeit gehörte.

„Fahrgefühl und Steuerung tendieren wie in Teil 1 deutlich Richtung Arcade, lassen aber noch mehr Simulation einfließen als der Vorgänger – ohne allerdings in Colin-McRae-Regionen vorzudringen.“